# François Félicité Chabert
Pour les articles homonymes, voir Chabert.
 François Félicité Chabert , né le 14 octobre 1764 à Allauch (Bouches-du-Rhône), mort le 29 janvier 1855 à Versailles (Seine-et-Oise), est un militaire français de la Révolution et de l’Empire.

## États de service
Il entre en service le 26 mai 1780, comme soldat dans le 18e régiment d’infanterie, pour aller servir en Amérique sous les ordres du général Rochambeau. Il y fait campagne de 1780 à 1783, et il se trouve en septembre-octobre 1781, à la bataille de Yorktown.
De retour en France, il devient caporal le 17 septembre 1784, et le 14 décembre 1787, il obtient son congé. Il reprend du service le 20 janvier 1788, comme garde dans la connétablie, et le 28 novembre de la même année, il passe dans le guet à cheval, devenue gendarmerie nationale, où il obtient le grade de brigadier 1er septembre 1789.
Il fait les campagnes de 1792 à l’an III, à l’armée du Nord et en Vendée. Il est nommé sous-lieutenant le 22 février 1793, au 5e régiment de hussards, et le 10 mars suivant, il rejoint le 16e régiment de chasseurs à cheval avec le grade de capitaine. Il reçoit son brevet de chef d’escadron le 12 janvier 1795, et il sert à l’armée de Sambre-et-Meuse en l’an IV et en l’an V.
En l’an VI, il prend part aux opérations de l’armée de Batavie, et il fait partie en l’an VII de l’expédition contre les insurgés du Brabant. Au commencement de l’an VIII, il est à l’armée de Hollande, sous les ordres du général Brune, et à la fin de la même année, il rejoint l’armée du Rhin, où il reste jusqu’à l’an IX. Major du 7e régiment de chasseurs à cheval le 28 octobre 1803, il est employé à l’armée des côtes de l’Océan en l’an XII et en l’an XIII. Il est fait chevalier de la Légion d’honneur le 25 mars 1804, puis il passe dans le 3e régiment de chasseurs à cheval.
Affecté à l’armée d’Italie de l’an XIV à 1806, il prend le 10 octobre 1811, le commandement du 5e régiment de chevau-légers lanciers qui remplace le 10e régiment de dragons dissous, avec le grade de colonel. En 1812, il participe à la campagne de Russie. Pendant la retraite de Moscou, il a les mains gelées et perd plusieurs phalanges, cependant il continue de servir et il est élevé au grade d’officier de la Légion d’honneur le 15 mai 1813. 
En 1814, il fait la campagne de France, et le roi Louis XVIII le fait chevalier de Saint-Louis le 24 août 1814, lors de la première restauration. Il est admis à la retraite le 1er mai 1815, avec le grade de maréchal de camp honoraire par ordonnance royale du 11 avril 1816.
Il meurt le 29 janvier 1855, à Versailles.

## Sources
- A. Lievyns, Jean Maurice Verdot, Pierre Bégat, Fastes de la Légion-d'honneur, biographie de tous les décorés accompagnée de l'histoire législative et réglementaire de l'ordre, Tome 4, Bureau de l’administration, 1844, 640 p. (lire en ligne), p. 310.
- « Cote LH/464/67 », base Léonore, ministère français de la Culture
- Jean Lagny, Versailles, ses rues : Le quartier Saint-Louis, Editions d'Art Lys, 1990, p. 40.
- Carnet de la sabretache : revue d'histoire militaire rétrospective, Volumes 1 à 10, Berger-Levrault et cie, Paris, 1910, p. 603.
- Alain Pigeard, L'Armée Napoléonienne, 1804-1815, Ed. Curandéra, 1993, p. 55.
- Danielle Quintin et Bernard Quintin, Dictionnaires des colonels de Napoléon, S.P.M., 2013, 978 p. (ISBN 978-2-296-53887-0, lire en ligne)